# St. Elias (Kanfanar)

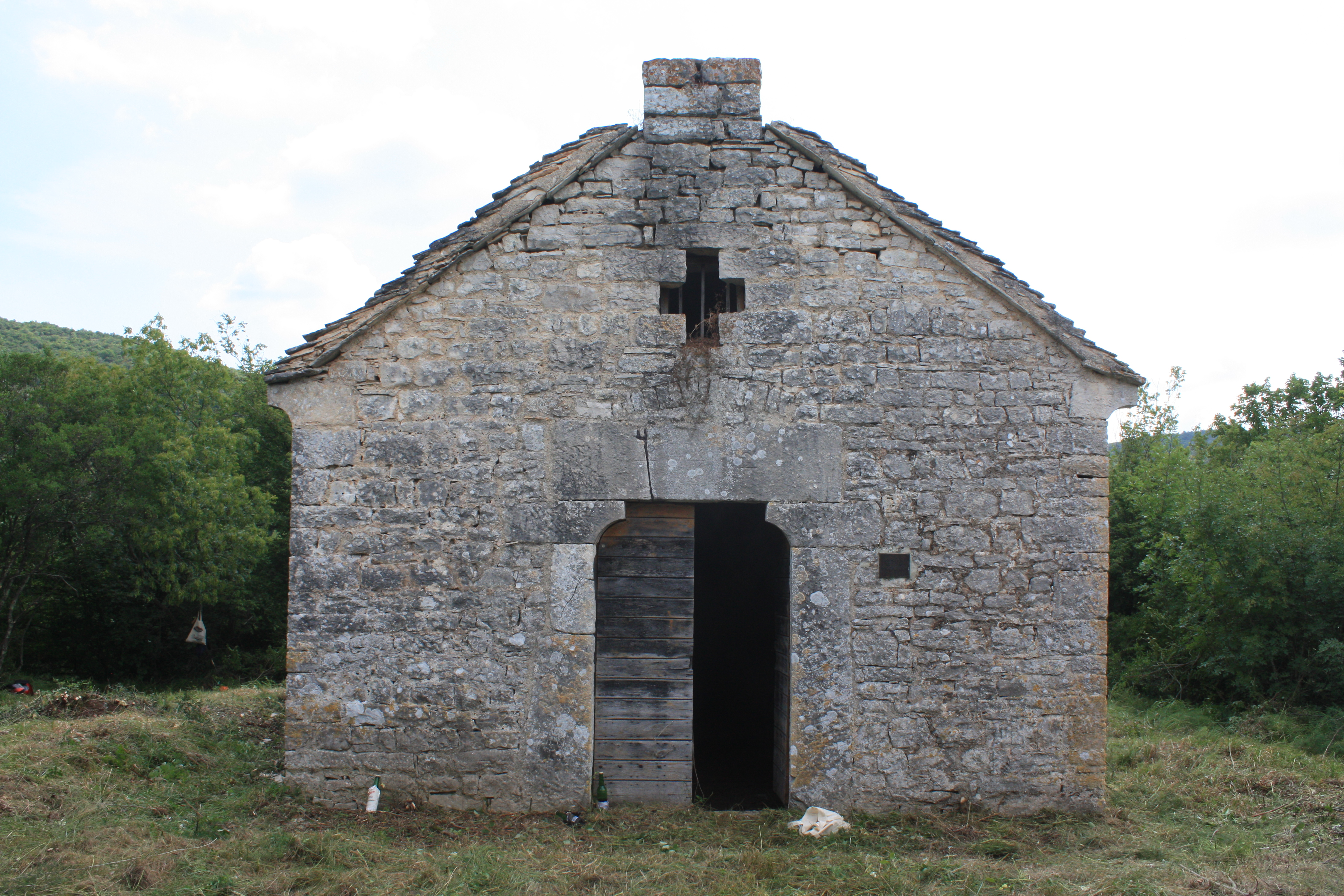
Die gen Westen ausgerichtete Frontfassade der Kirche mit Portal, Lichtöffnung und Giebelreiter. Das Foto entstand während einer Reinigungs-Aktion im Mai 2018. Die Vegetation um das Kirchengebäude wurde bereits zurückgeschnitten, aber noch immer ist Unrat auf dem Gras und in den Büschen zu sehen.

Die St.-Elias-Kirche (hr.: Crkva svetoga Ilija) ist ein kleines ehemals römisch-katholisches Kirchengebäude bei Kanfanar im Westen der kroatischen Halbinsel Istrien.

## Lage
Aus administrativer Sicht gehört die Kirche zum Gemeindegebiet des Dorfes Korenići in der Gespanschaft Istrien. Sie steht auf einer bewaldeten, zungenförmigen Gleithanganhöhe eines vormaligen Mäanders des mittlerweile in diesem Bereich trockengefallenen Flusses Pazinčica. Dieser mündete früher über den Limski-Kanal in den Golf von Venedig, versickert heutzutage allerdings bereits 25 Kilometer „flussaufwärts“ der Kirche im Karstgestein von Pazin.
Die Kirche befindet sich – jeweils Luftlinie – 1,7 Kilometer westnordwestlich von Kanfanar, 1,4 Kilometer östlich von Korenići, 500 Meter ostnordöstlich der Ruinenstadt Dvigrad sowie 15 Kilometer ostnordöstlich der Küstenstadt Rovinj.

## Architektur
Die einschiffige Kirche mit Spitztonnengewölbe ist nur jeweils wenige Meter lang und breit und besitzt einen einfachen rechteckigen Grundriss mit Mauern aus grauem Stein. Gen Osten schließt eine Apsis das Gebäude ab, in der sich ein schmuckloser Steinaltar befindet. Apsis und Chor waren vermutlich komplett mit Fresken geschmückt; woauf einige rote Oxidationsspuren der Farbe hindeuten. Eventuell erfolgte die künstlerische Ausgestaltung durch den farbenfrohen Meister (Notname; hr.: šareni majstor), der Ende des 15. Jahrhunderts die Innenräume mehrerer ähnlicher Kirchen der Region bemalte.

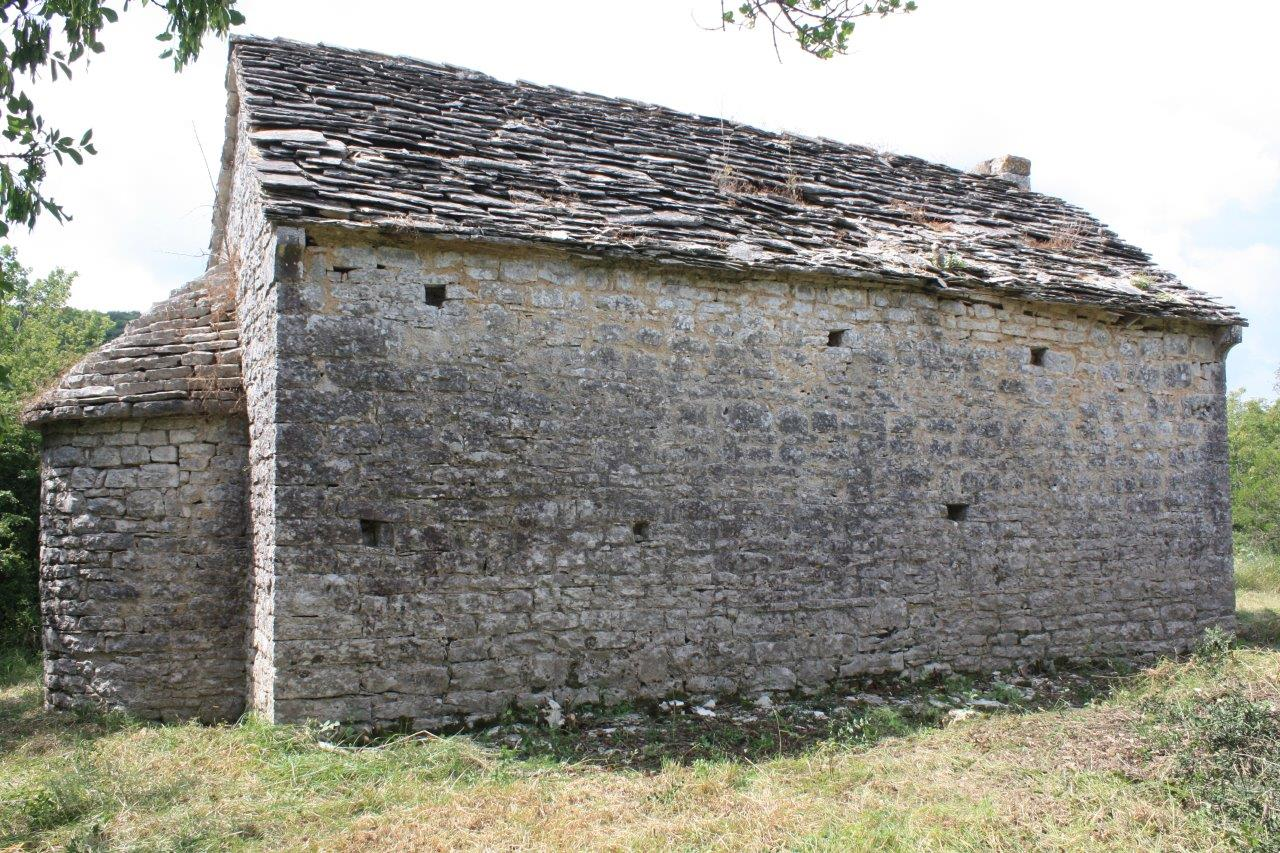
Nordseite der Kirche mit abschließender Apsis (Mai 2018).
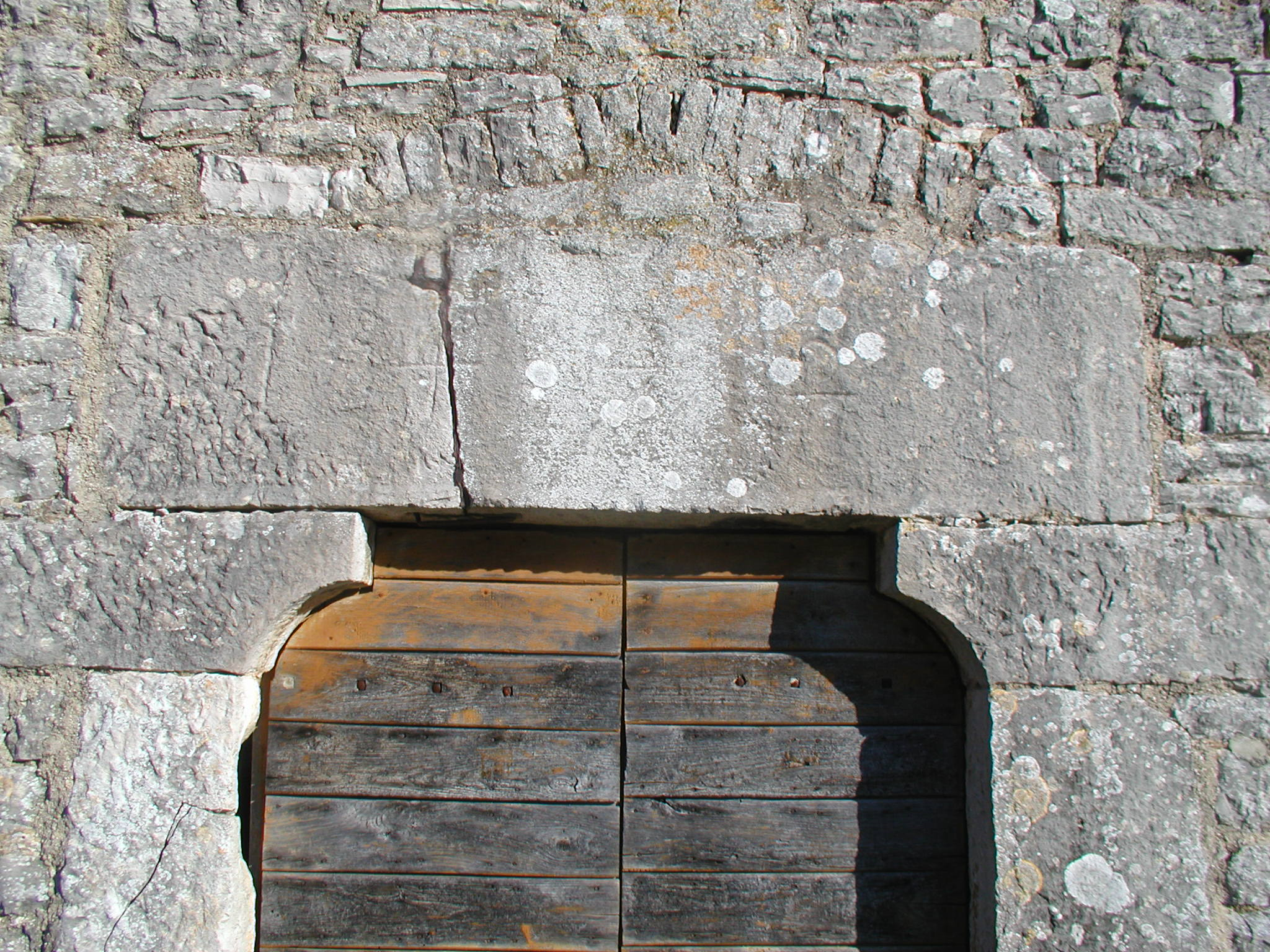
Die obere Hälfte des Portals mit Inschrift und Segmentbogen (Mai 2018).
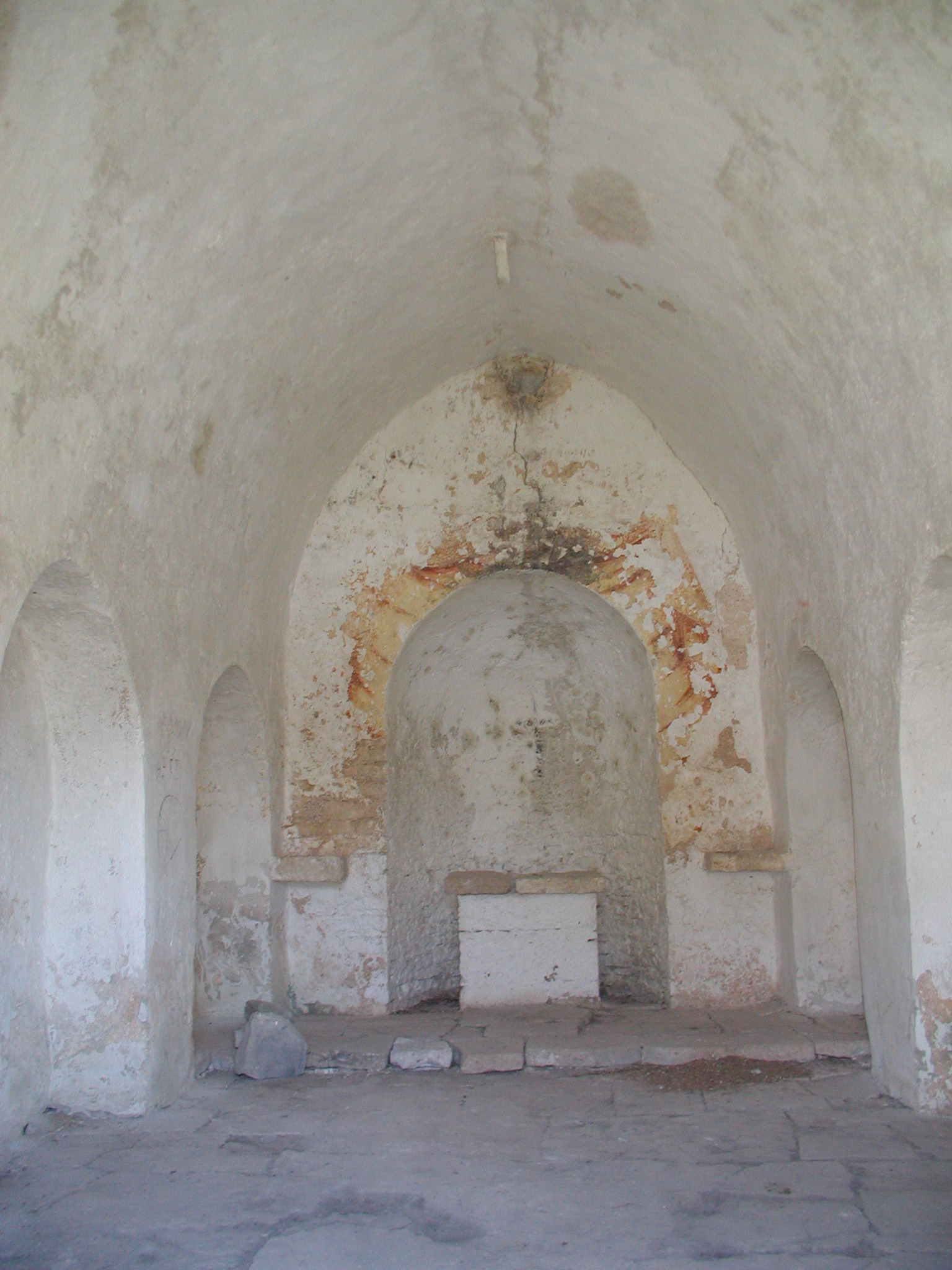
Innenraum mit Spitztonnengewölbe, Apsis und Altar (Mai 2018).

Die fensterlose Kirche besitzt an den Längsseiten sowie an der Apsis insgesamt elf kleine annähernd quadratische Löcher im Gemäuer. Diese könnten entweder dem Luftaustausch gedient haben oder sie sind als ehemalige Halterungen für Holzbalken die sichtbaren Überreste mittelalterlicher Gerüstkonstruktionen. Da sie (zumindest heutzutage) das Mauerwerk nicht mehr bis zum Innenraum durchdringen, erscheint letztere Möglichkeit wahrscheinlicher. Hauptlichtquelle ist eine größere kreuzförmige Öffnung direkt über der Eingangstür. Das Portal selbst ist nicht mehr im Original erhalten; stattdessen wurde in jüngerer Zeit eine neue zweiflügelige Holztür eingesetzt. Darüber ruht auf in die Türöffnung hervorkragenden Kämpfern ein Steinquader als Sturz. Zusammen bilden sie einen sogenannten Kragsturzbogen, der von einem Entlastungsbogen bekrönt ist. In den Sturz ist die Jahreszahl eines maßgeblichen Umbaus sowie mutmaßlich das IX-Christusmonogramm () geritzt. Über der Lichtöffnung wird der Dreiecksgiebel von einem minimal über das schiefergedeckte Dach hinausragenden Sockel durchbrochen. Dieser könnte in der Vergangenheit als Giebelreiter ein Kreuz oder eine kleine Glocke getragen haben.

## Geschichte

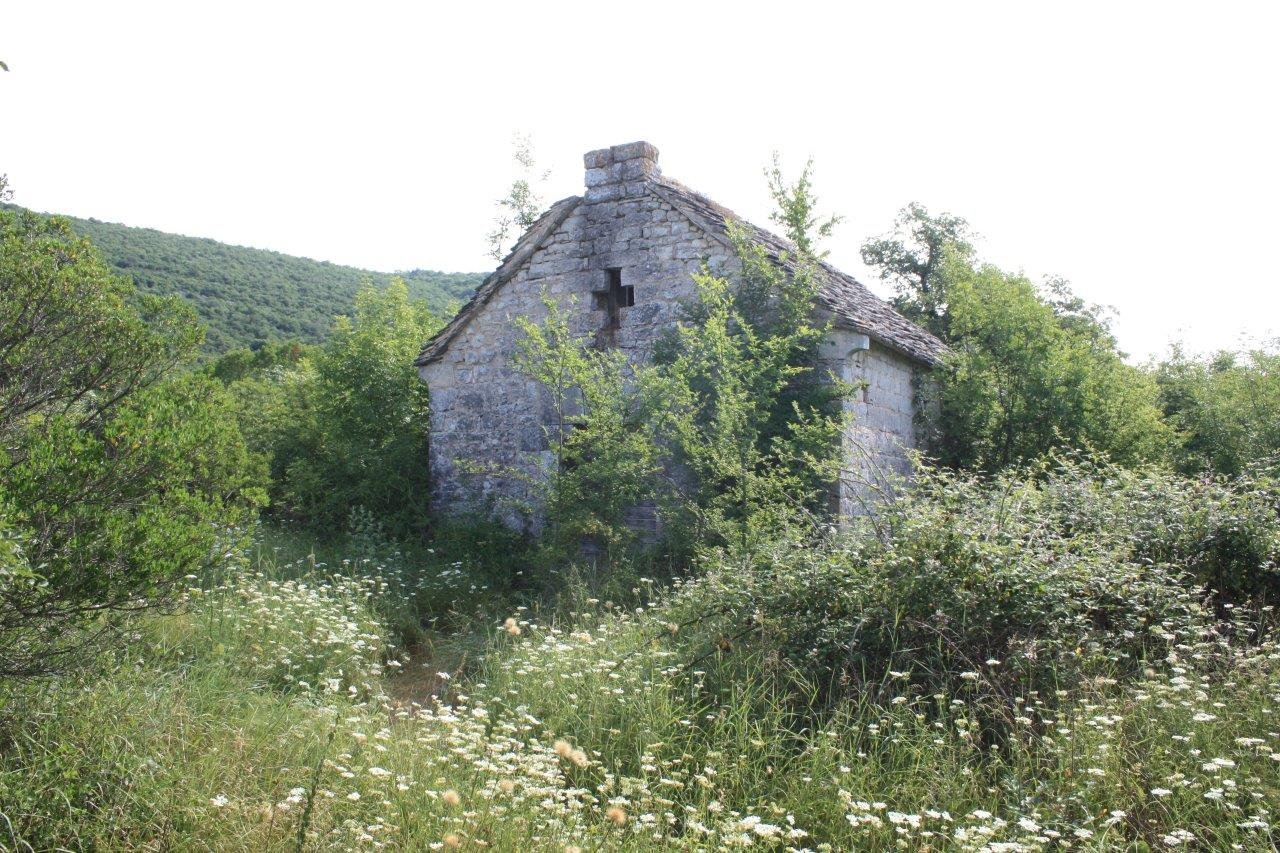
Außenansicht der zugewucherten Kirche im Mai 2018 vor einem Rückschnitt der Vegetation.

Die heutige Kirche geht auf einen romanischen Ursprungsbau zurück. Sie ist eine von zweien auf der Halbinsel Istrien, die nach dem alttestamentarischen Propheten Elija benannt sind – die andere befindet sich in Bale. Im 15. Jahrhundert wurde das vorhandene Tonnengewölbe zu einem Spitztonnengewölbe ausgebaut, um das Gebäude in Ansätzen dem damals vorherrschenden gotischen Zeitgeist anzupassen. Das kleine Gotteshaus war der Parochialkirche Basilika der heiligen Sophie (hr.:  Bazilika sv. Sofije) im nahen Dvigrad untergeordnet und gehörte mit dieser zum Bistum Pula.
Spätestens Anfang des 20. Jahrhunderts wurde die Kirche profaniert und diente unter anderem Hirten als Unterstand für die Schafe. In jüngerer Zeit wurde sie auch von Landstreichern und Saisonarbeitern als Lagerplatz genutzt, die teilweise Küchenfeuer im Kirchenschiff entzündeten und Unrat hinterließen. Darüber hinaus wurden die Mauern wiederholt durch Graffiti verunreinigt. Mitglieder des Vereins Dvegrajci – einer in Kanfanar ansässigen Vereinigung zur Erhaltung und Förderung des regionalen Kultur- und Naturerbes – halten das Kirchengebäude instand, indem sie regelmäßig den Innenraum und den Außenbereich reinigen, die Schieferplatten des Daches von Moosbewuchs und Eschensämlingen befreien sowie die Vegetation in der unmittelbaren Umgebung beschneiden.